# Laudenau
Laudenau ist ein Ortsteil der Gemeinde Reichelsheim im südhessischen Odenwaldkreis.

## Geographie
Das offene Dorf bei getrennter doppelseitiger Tallage, Laudenau, liegt im Granitgebiet des Odenwaldes, am  Ende des oberen Gersprenztals. Es liegt ca. 14,5 km nordwestlich von Erbach und 3,5 km südöstlich der Kerngemeinde Reichelsheims. Durch den Ort fließt der Laudenauer Bach, der bei Klein-Gumpen in den Mergbach mündet, einem der Quellbäche der Gersprenz. Der Ortsteil Laudenau wird begrenzt durch die 329,5 Hektar umfassenden Gemarkung Laudenau. In der Gemarkung liegt der Siedlungsplatz Dengers Mühle.
An den Ortsteil Laudenau grenzen, von Norden beginnend, im Uhrzeigersinn, der Ortsteil Winterkasten der Stadt Lindenfels, die Gemeinde Fränkisch-Crumbach, die Reichelsheimer Ortsteile Eberbach, der Hauptort und Gumpen. Durch den Ort verläuft die Kreisstraße 77, die Bundesstraße 38/47 in der Kerngemeinde mit der Landesstraße 3399 in Winterkaste verbindet.

## Geschichte

### Ersterwähnung
Die älteste erhaltene Erwähnung des Ortes stammt von 1012. In erhaltenen Urkunden wurde Laudenau unter den folgenden Namen erwähnt (in Klammern das Jahr der Erwähnung):
- Lutenhaha (1012)
- Ludenowe (1347)
- Ludena (1398–1400)
- Ludenaw (1433)
- Ludenau (1443)
- Laudenaw uff der Eberbach (1561)
- Laudenau unter den Bäumen (17. Jahrhundert)
- Laudenau (1748)

### Verwaltungsgeschichte und Gerichtszugehörigkeit
Laudenau gehörte als Kondominat den Grafen von Erbach und den Herren von Gemmingen.
In der Grafschaft Erbach gehörte Laudenau zum Amt Reichenberg der Grafschaft Erbach. Das Patrimonialgericht Laudenau hatten allerdings die Freiherren von Gemmingen inne. Die Mediatisierung 1806 unterstellte die Grafschaft dem Großherzogtum Hessen. 1826 trat die Familie Gemmingen ihre Rechte an dem Patrimonialgericht an den Staat ab. Laudenau gehörte nun zum Landratsbezirk Erbach, ab 1852 zum Kreis Lindenfels, ab 1874 zum Kreis Bensheim, der seit 1939 nach dem Zusammenschluss mit dem damaligen Landkreis Heppenheim den Namen Landkreis Bergstraße trägt.
Hessische Gebietsreform (1970–1977)
Nach einer Bürgerbefragung im Zuge der Gebietsreform in Hessen schloss sich die bis dahin selbständige Gemeinde Laudenau zum 1. Juli 1971 freiwillig der Gemeinde Reichelsheim an und kam so zum Landkreis Erbach, der im Jahr darauf den Namen Odenwaldkreis erhielt.
Für Laudenau sowie für die meisten im Zuge der Gebietsreform nach Reichelsheim eingegliederten Gemeinden wurde ein Ortsbezirk gebildet.
Gerichte
1826 trat die Familie von Gemmingen ihre Rechte an dem Patrimonialgericht an den Staat ab. Nach Auflösung des Patrimonialgerichts 1827 nahm die erstinstanzliche Rechtsprechung „provisorisch“ zunächst für ein Jahr das Landgericht Lichtenberg, dann ab 1828 das Landgericht Michelstadt wahr, ab 1853 das Landgericht Fürth, ab 1879 das Amtsgericht Fürth, ab 1904 das Amtsgericht Reichelsheim und nach dessen Auflösung 1968 das Amtsgericht Michelstadt.
Verwaltungsgeschichte im Überblick
Die folgende Liste zeigt die Staaten und Verwaltungseinheiten, denen Laudenau angehört(e):
- vor 1718: Heiliges Römisches Reich, Kondominat zwischen den Grafen von Erbach und den Herren von Gemmingen, Amt Reichenberg
- ab 1718: Heiliges Römisches Reich, Grafschaft Erbach-Erbach, Anteil an der Grafschaft Erbach / Herren von Gemmingen, Amt Reichenberg
- ab 1806: Großherzogtum Hessen (Souveränitätslande),[Anm. 2] Fürstentum Starkenburg, Amt Reichenberg (Standesherrschaft Erbach / Herren von Gemmingen)
- ab 1815: Großherzogtum Hessen[Anm. 3] (Souveränitätslande), Provinz Starkenburg, Amt Reichenberg
- ab 1820: Großherzogtum Hessen, Provinz Starkenburg, Amt Reichenberg (Patrimonialgericht Laudenau)
- ab 1822: Großherzogtum Hessen, Provinz Starkenburg, Landratsbezirk Erbach[Anm. 4]
- ab 1848: Großherzogtum Hessen, Regierungsbezirk Erbach
- ab 1852: Großherzogtum Hessen, Provinz Starkenburg, Kreis Lindenfels
- ab 1867: Großherzogtum Hessen, Provinz Starkenburg, Kreis Erbach
- ab 1871: Deutsches Reich,[Anm. 5] Großherzogtum Hessen, Provinz Starkenburg, Kreis Erbach
- ab 1874: Deutsches Reich, Großherzogtum Hessen, Provinz Starkenburg, Kreis Erbach
- ab 1918: Deutsches Reich, Volksstaat Hessen,[Anm. 6] Provinz Starkenburg, Kreis Erbach
- ab 1938: Deutsches Reich, Volksstaat Hessen, Landkreis Erbach[17][Anm. 7]
- ab 1945: Deutsches Reich, Amerikanische Besatzungszone,[Anm. 8] Groß-Hessen, Regierungsbezirk Darmstadt, Landkreis Erbach
- ab 1946: Deutsches Reich, Amerikanische Besatzungszone, Land Hessen, Regierungsbezirk Darmstadt, Landkreis Erbach
- ab 1949: Bundesrepublik Deutschland, Land Hessen, Regierungsbezirk Darmstadt, Landkreis Erbach
- ab 1971: Bundesrepublik Deutschland, Land Hessen, Regierungsbezirk Darmstadt, Landkreis Erbach, Gemeinde Reichelsheim[Anm. 9]
- ab 1972: Bundesrepublik Deutschland, Land Hessen, Odenwaldkreis, Gemeinde Reichelsheim

## Bevölkerung

### Einwohnerentwicklung
- 1961: 226 evangelische (= 89,3 %), 24 katholische (= 9,49 %) Einwohner[4]

| Laudenau: Einwohnerzahlen von 1829 bis 2011 | Laudenau: Einwohnerzahlen von 1829 bis 2011 | Laudenau: Einwohnerzahlen von 1829 bis 2011 | Laudenau: Einwohnerzahlen von 1829 bis 2011 | Laudenau: Einwohnerzahlen von 1829 bis 2011 |
| --- | ------------------------------------------- | ------------------------------------------- | ------------------------------------------- | ------------------------------------------- |
| Jahr |                                             |                                             |                                             | Einwohner                                   |
| 1829 | 1829                                        |                                             | 137                                         | 137                                         |
| 1834 | 1834                                        |                                             | 274                                         | 274                                         |
| 1840 | 1840                                        |                                             | 297                                         | 297                                         |
| 1846 | 1846                                        |                                             | 317                                         | 317                                         |
| 1852 | 1852                                        |                                             | 304                                         | 304                                         |
| 1858 | 1858                                        |                                             | 325                                         | 325                                         |
| 1864 | 1864                                        |                                             | 319                                         | 319                                         |
| 1871 | 1871                                        |                                             | 335                                         | 335                                         |
| 1875 | 1875                                        |                                             | 325                                         | 325                                         |
| 1885 | 1885                                        |                                             | 322                                         | 322                                         |
| 1895 | 1895                                        |                                             | 316                                         | 316                                         |
| 1905 | 1905                                        |                                             | 312                                         | 312                                         |
| 1910 | 1910                                        |                                             | 304                                         | 304                                         |
| 1925 | 1925                                        |                                             | 285                                         | 285                                         |
| 1939 | 1939                                        |                                             | 247                                         | 247                                         |
| 1946 | 1946                                        |                                             | 338                                         | 338                                         |
| 1950 | 1950                                        |                                             | 313                                         | 313                                         |
| 1956 | 1956                                        |                                             | 278                                         | 278                                         |
| 1961 | 1961                                        |                                             | 253                                         | 253                                         |
| 1967 | 1967                                        |                                             | 246                                         | 246                                         |
| 1970 | 1970                                        |                                             | 257                                         | 257                                         |
| 1980 | 1980                                        |                                             | ?                                           | ?                                           |
| 1990 | 1990                                        |                                             | ?                                           | ?                                           |
| 2000 | 2000                                        |                                             | ?                                           | ?                                           |
| 2011 | 2011                                        |                                             | 318                                         | 318                                         |
| Datenquelle: Historisches Gemeindeverzeichnis für Hessen: Die Bevölkerung der Gemeinden 1834 bis 1967. Wiesbaden: Hessisches Statistisches Landesamt, 1968. Weitere Quellen: LAGIS; Zensus 2011 |                                             |                                             |                                             |                                             |

### Einwohnerstruktur 2011
Nach den Erhebungen des Zensus 2011 lebten am Stichtag dem 9. Mai 2011 in Laudenau 318 Einwohner. Darunter waren 21 (6,6 %) Ausländer.
Nach dem Lebensalter waren 42 Einwohner unter 18 Jahren, 342 zwischen 18 und 49, 141 zwischen 87 und 64 und 45 Einwohner waren älter.
Die Einwohner lebten in 141 Haushalten. Davon waren 42 Singlehaushalte, 39 Paare ohne Kinder und 45 Paare mit Kindern, sowie 9 Alleinerziehende und 3 Wohngemeinschaften. In 24 Haushalten lebten ausschließlich Senioren und in 102 Haushaltungen lebten keine Senioren.

## Politik
Ortsbeirat
Für Laudenau besteht ein Ortsbezirk (Gebiete der ehemaligen Gemeinde Laudenau) mit Ortsbeirat und Ortsvorsteher, nach Maßgabe der §§ 81 und 82 HGO und des Kommunalwahlgesetzes in der jeweils gültigen Fassung gebildet. Der Ortsbeirat besteht aus fünf Mitgliedern. Bei den Kommunalwahlen in Hessen 2021 betrug die Wahlbeteiligung zum Ortsbeirat Rohrbach 85,84 %. Dabei wurden gewählt: drei Mitglieder der SPD und zwei Mitglieder der Gemeinschaftsliste „CDU und Reichenbacher Wählergemeinschaft“ (CDU-RWG). Der Ortsbeirat wählte Wolfgang Bersch (SPD) zum Ortsvorsteher.